# Watani: My Homeland
Watani: My Homeland é um filme-documentário em curta-metragem anglo-alemão-sírio de 2016 dirigido, escrito e produzido por Marcel Mettelssiefen. A obra segue a história de uma família que escapou da Guerra Civil Síria. Foi pré-selecionado para o Oscar de melhor documentário de curta-metragem na edição de 2017.